# Bad Child
"Bad Child" é uma canção da cantora australiana Tones and I. Foi lançada em 12 de março de 2020, através do Bad Batch, ao lado de "Can't Be Happy All the Time".

## Antecedentes
Em 11 de março de 2020, Watson anunciou que haveria novas músicas no dia seguinte. O lançamento da música, junto com "Can't Be Happy All the Time", foi acompanhado por um vídeo de letra animado. A cantora revelou que, pela primeira vez, ela escreveu uma música "no lugar de outra pessoa; escrevendo da perspectiva deles". Ela explicou ainda que a música é sobre "ver a vida crescer através dos olhos de outra pessoa".

## Recepção crítica
Debbie Carr, do Triple J, disse que a música era uma marca registrada da Tones e eu cantamos com as "impressões digitais de Watson por toda parte" e comparamos o contexto lírico a "Johnny Run Away". Por outro lado, Lars Brandle, da Billboard, pensou que a faixa com suas "teclas fortes e graves gordos, todos sentados sob os vocais poderosos de Tones", lembrava o hit anterior de Watson, "Dance Monkey". Mike Wass, do Idolator chamou a canção de um 'bop' e previu que ele seja 'todas as rádio sobre em um par de meses'. Baseado no título da música, ele descreveu a música como "introspectiva e cheia de tristeza".

## Históricos de lançamentos
| Região    | Data                | Formato(s)                 | Gravadora | Ref.   |
| --------- | ------------------- | -------------------------- | --------- | ------ |
| Mundo     | 12 de março de 2020 | Download digital streaming | Bad Batch | [ 9 ]  |
| Austrália | 16 de março de 2020 | Contemporary hit radio     | SME       | [ 10 ] |